# Maria Maddalena (Piero della Francesca)
Maria Maddalena è un affresco (190x105 cm) di Piero della Francesca, databile al 1460-1466 e conservato nell'interno della Cattedrale di San Donato ad Arezzo, nella navata sinistra vicino alla porta che conduce alla sagrestia.

## Storia
L'opera è strettamente legata agli affreschi delle Storie della Vera Croce di San Francesco, eseguiti da Piero in due fasi: dal 1452 al 1458 e dal 1459 al 1466. L'affresco della Maddalena in particolare viene messo in relazione di solito a una fase finale degli affreschi, da alcuni è addirittura indicata come la prima opera dopo il completamento del ciclo.
L'affresco è ricordato da Giorgio Vasari, assieme a molte opere aretine perdute, nella biografia di Piero nelle Vite:
(Vite, 1550)
Ciò fa pensare che, almeno al 1550, l'opera fosse un unicum, non facente cioè parte di un ciclo più ampio. Oggi l'affresco risulta seminascosto dal monumentale cenotafio del vescovo Guido Tarlati, qui addossato nel 1783.

## Descrizione e stile
La figura della Maddalena si trova incorniciata da un'arcata a tutto sesto dipinta, dallo stile classicheggiante. La presenza di motivi vegetali sulla ghiera è una decorazione che non si riscontra nell'architettura reale, né classica né dell'epoca, ma compare in vari dipinti di ambito romano dell'epoca, come la cappella Niccolina di Beato Angelico. Per questa caratteristica e per gli effetti luministici, l'opera viene in genere datata a dopo il soggiorno romano dell'artista (1458-1459).
La Maddalena si erge a dimensioni naturali, con lo sguardo abbassato verso lo spettatore e sullo sfondo di una balaustra e di un cielo azzurro. La cornice le dà la consistenza monumentale di una statua in una nicchia. Il ritratto incede su una dolce bellezza giovanile, sottolineata dalla postura fiera del collo, la fronte alta e nobile, le fossette ai lati della bocca, le sopracciglia leggermente innalzate.
La veste ed il mantello sono trattati con un panneggio estremamente plastico, con il ricorso ai colori complementari rosso/verde, uniti al luminoso bianco della fodera. I capelli della santa sono lunghi come da tradizione iconografica, cadenti sulle spalle in tenere ciocche, raffinatamente dipinte a una a una.
La luce è chiara e nitida, che dà ai colori un tono delicato e armonico, su superfici ampie. Questa caratteristica di Piero deriva dalla lezione di Domenico Veneziano, ma è anche possibile che avesse avuto modo di vedere alcune opere di Antonello da Messina a Roma.
Maddalena tiene in mano l'attributo dell'ampolla degli unguenti, con il quale avrebbe cosparso il corpo di Cristo. L'ampolla mostra un virtuosistico uso della luce che restituisce il lustro brillante del vetro, particolarmente difficile nella tecnica ad affresco, facendola quasi assomigliare a una fonte di luce.